# Radisele
Radisele is een dorp in het district Central in Botswana. De plaats telt 2985 inwoners (2011).